# لين أشورست
لين أشورست (بالإنجليزية: Len Ashurst) هو كاتب سير ذاتية ومدرب كرة قدم ولاعب كرة قدم بريطاني في مركز الدفاع، ولد في 10 مارس 1939 في ليفربول في المملكة المتحدة، وتوفي في 25 سبتمبر 2021. لعب مع نادي سندرلاند ونادي هارتلبول يونايتد.

## وصلات خارجية
- لين أشورست على موقع قاعدة بيانات كرة القدم.إي يو (الإنجليزية)
- لين أشورست على موقع Soccerbase.com (مدرب) (الإنجليزية)